# Ngaya Club de Mdé
Ngaya Club de Mdé – komoryjski klub piłkarski, mający siedzibę w mieście Mdé, grający w drugiej, a niegdyś w pierwszej lidze komoryjskiej.

## Sukcesy
- Championnat des Comores[1]:
  - mistrzostwo (2): 2016, 2017.

## Występy w afrykańskich pucharach
| Sezon | Rozgrywki     | Runda   | Kraj     | Klub              | Dom | Wyjazd | Dwumecz |
| ----- | ------------- | ------- | -------- | ----------------- | --- | ------ | ------- |
| 2017  | Liga Mistrzów | wstępna | Tanzania | Young Africans SC | 1–5 | 1–1    | 2–6     |
| 2018  | Liga Mistrzów | wstępna | Mozambik | UD Songo          | 1–1 | 0–2    | 1–3     |

## Stadion
Domowe mecze klub rozgrywa na stadionie o nazwie Stade de Mdé w Mdé, który może pomieścić 1000 widzów.